# Nam Hyun-hee
Nam Hyun-hee (Seongnam, 29 settembre 1981) è un'ex schermitrice sudcoreana, specialista del fioretto.
Ha conquistato una medaglia d'argento a Pechino 2008.

## Biografia
Nam ha vinto la medaglia d'oro al Mondiale di Lipsia e quella di bronzo nel Mondiale di Torino nella prova a squadre insieme alle sue compagne Jeon Hee-Sok, Jung Gil-Ok e Seo Mi-Jung.
Alle Olimpiadi di Pechino ha perso in finale contro Valentina Vezzali (6-5), conquistando la medaglia d'argento, mentre ai giochi olimpici di Londra 2012 ha conquistato il bronzo nel fioretto a squadre.

## Palmarès
In carriera ha conseguito i seguenti risultati:
- Giochi olimpici

Pechino 2008: argento nel fioretto individuale.
Londra 2012: bronzo nel fioretto a squadre.
- Mondiali

Lipsia 2005: oro nel fioretto a squadre.
Torino 2006: bronzo nel fioretto a squadre.
Parigi 2010: bronzo nel fioretto individuale ed a squadre.
Catania 2011: bronzo nel fioretto individuale ed a squadre.
- Giochi asiatici

Doha 2006: oro nel fioretto individuale ed a squadre.